# Anabase (Arrien)
Pour les articles homonymes, voir Anabase.
L’Anabase (du grec ancien ἀνάϐασις / anábasis, « action de monter, expédition dans l’intérieur d’un pays, en s’éloignant de la côte »), ou Expédition d'Alexandre, est l’œuvre principale d'Arrien, historien romain de langue grecque du IIe siècle (v. 95 — v. 175). Il offre une description fiable et détaillée des campagnes militaires d'Alexandre le Grand.

## Généralités
L'ouvrage compte sept livres et une annexe intitulée l'Inde. De toutes les œuvres d'Arrien, c'est essentiellement l'Anabase qui a fait sa gloire. Par son titre, par le nombre de ses livres, par sa langue archaïsante et atticisante, par sa composition, cet ouvrage renvoie surtout à l’Anabase de Xénophon. Et si Xénophon narrait la longue marche des Dix-Mille, Arrien, lui, va narrer celle d'Alexandre, des conquêtes qui l'accompagnent, jusqu'à la mort de ce dernier.
Ce choix s'explique aussi par le fait qu'Arrien estime que « [les] exploits [d'Alexandre] n'ont pas été célébrés comme ils le méritaient, ni en prose ni en vers. »

## Sources de l’Anabase
Pour composer son Anabase, qui relate des événements qui se sont produits environ quatre siècles auparavant, Arrien est obligé de puiser dans des sources antérieures. Nombreux sont les historiens qui ont rapporté les faits et gestes d'Alexandre. Arrien en choisit deux : Ptolémée Sôter et ses Mémoires, ainsi qu'Aristobule. Leur narration des événements historiques n'est au moins pas entachée de flatterie, puisqu'ils écrivent après la mort d'Alexandre. De leurs textes, il reprend les éléments sur lesquels les deux auteurs s'accordent; et là où cet accord ferait défaut, il choisit la version qui lui semble le plus vraisemblable, et qui aussi qui mérite d'être portée à la connaissance des lecteurs. Autant d'arguments qu'Arrien relève explicitement dans le préambule de son ouvrage.
Il donne donc le récit de la conquête de l'empire perse en se basant sur ces deux officiers macédoniens qui ont participé aux événements qu'ils relatent, tout en faisant preuve d'une relative objectivité: Ptolémée Sôter a été compagnon du jeune Alexandre, il l'a accompagné dans ses expéditions, et son Histoire d'Alexandre porte avant tout sur les activités militaires; Aristobule, qui a aussi pris part à ces campagnes, est, lui, la source qu'Arrien utilise de préférence. Quant à certains futurs diadoques, tels Perdiccas, Eumène de Cardia ou Antigone le Borgne, ils n'occupent qu'une place très réduite dans les sources d'Arrien.
Le livre complémentaire consacré à l'Inde (Indica) relève de la tradition fondée par Hérodote et de l'ethnographie. On n'y trouve cependant rien de neuf: l'image de l'Inde donnée par Arrien se fonde sur trois œuvres hellénistiques: le Périple de Néarque (qui a exploré les côtes depuis les bouches de l'Indus jusqu'à l'Euphrate), les Indika de Mégasthène, ainsi que la Géographie d'Ératosthène. Il complète ses sources géographiques avec Apollodore (un gouverneur de Babylone) et Eudoxe de Cyzique[réf. nécessaire].  

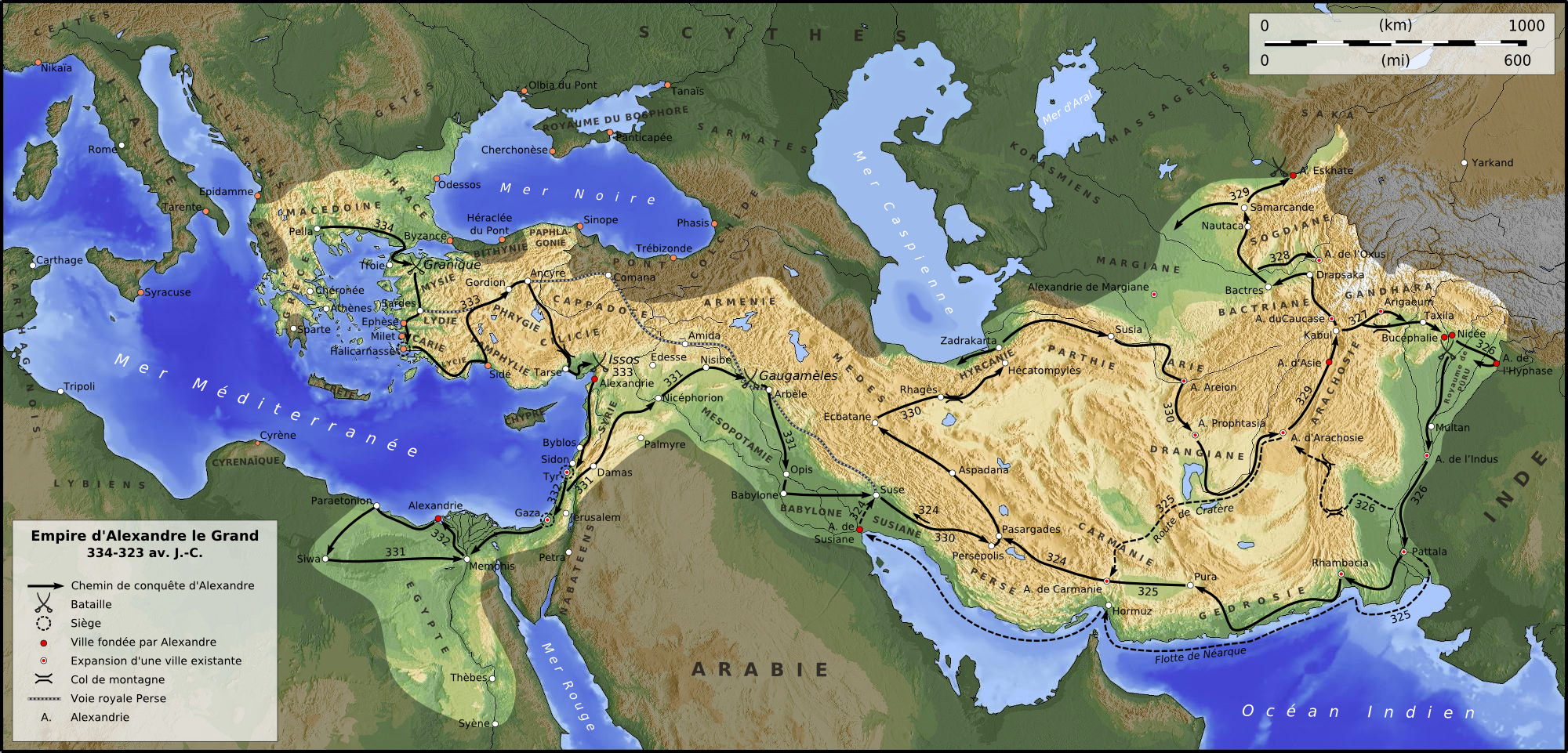
Le périple d'Alexandre le Grand.

## Jugements sur l'ouvrage
L’Anabase est considéré comme le récit antique le plus fiable et le plus complet des conquêtes d'Alexandre encore conservé, avec celui de Plutarque (sa Vie d'Alexandre s'inspire aussi d'Aristobule et de Ptolémée), voire de Diodore de Sicile (Bibliothèque historique, livre XVII). Arrien ne témoigne pas de la même prétention moralisante que Diodore ou Plutarque ; son Anabase est un récit de campagnes militaires, qui exclut éloges et blâmes aux illustres personnages (excepté Alexandre). Finalement, le récit d'Arrien (donc celui de Ptolémée) s'oppose à la Vulgate d'Alexandre issue de l’Histoire d'Alexandre de Clitarque dont Quinte-Curce et Diodore sont les principaux héritiers.

#### Traductions

##### Français
- Histoire d'Alexandre : L'Anabase d'Alexandre le Grand et L'Inde (trad. par Pierre Savinel, postface par Pierre Vidal-Naquet, « Flavius Arrien entre deux mondes », p. 311-394), Paris, Éditions de Minuit, 1984, 394 p. (ISBN 978-2-707-30673-9, présentation en ligne)
- (grc + fr) Anabase d'Alexandre (Texte présenté, traduit et annoté par Paul Goukowsky), Paris, Les Belles Lettres, 2022 (1re éd. 1931)Tome I, Introd. générale + Livres I-II / T. II, L. III-V
- (grc + fr) L'Inde (Texte établi et traduit par Pierre Chantraine), Paris, Les Belles Lettres, 2022 (1re éd. 1927), 152 p. (ISBN 978-2-251-00066-4)
- Jean Alexandre Buchon, Choix des historiens grecs, avec notices biographiques, Paris, Auguste Desrez, coll. « Panthéon littéraire », 1838, xv + 702 p. (lire en ligne), « Expéditions d'Alexandre par Arrien », p. 365 - 476

##### Anglais
(grc + en) Anabasis of Alexander (éd. grecque et trad. par Peter Astbury Brunt), vol. I (L. I-IV) +II (L. V-VII, Indica), Londres et Cambridge (MA), Harvard University Press, coll. « Loeb Classical Library » (no 236 et 269), 1976-1983 (réimpr. 1983-1989) (ISBN 0-674-99260-1 et 0-674-99297-0)

##### Latin
- (grc + la) Arrien, Arriani Anabasis et Indica : Scriptores rerum Alexandri Magni [Historiens d'Alexandre], éd. grecque et trad. latine par Jean-Frédéric Dübner et Karl Müller, Paris, F. Didot, 1846 (Scriptorum graecorum bibliotheca, 25) (en ligne) ; repr. Chicago, 1979  (ISBN 0-89005-273-5).Contient Reliqua Arriani, Fragmenta scriptorum de rebus Alexandri Magni, Pseudo-Callisthenes, Itinerarium Alexandri.

#### Études
- (en) Albert Brian Bosworth, From Arrian to Alexander. Studies in Historical Interpretation, Oxford et New York, Clarendon Press, 1988 (ISBN 0-19-814863-1)
- (en) Albert B. Bosworth, A Historical Commentary on Arrian's History of Alexander, vol. 1 (l. I-III); 2 (l. IV-V), New York, Clarendon Press, 1980, 402 p. + 400 p. (ISBN 978-0-198-14828-9 et 978-0-198-14829-6)
- (de) Boris Dreyer, « Zum ersten Diadochenkrieg. Der Göteborger Arrian-Palimpsest (ms Graec 1) », Zeitschrift für Papyrologie und Epigraphik, vol. 125,‎ 1999, p. 39–60 (lire en ligne)
- (en) Nicholas G. L. Hammond, Sources for Alexander the Great. An Analysis of Plutarch's Life and Arrian's Anabasis Alexandrou, Cambridge, 1993 (ISBN 0-521-43264-2)
- (en) Daniel W. Leon, Arrian the historian: writing the Greek past in the Roman Empire, Austin, University of Texas Press, 2021, xii, 180 p. (ISBN 978-1-477-32186-7, présentation en ligne)
- Mélissa Leuzy, « L’auteur et son personnage dans l’Anabase d’Arrien : considérations sur les préfaces de l’œuvre », Dialogues d'histoire ancienne, vol. 46, no 2,‎ 2020, p. 191 - 213 (lire en ligne).
- Mélissa Leuzy, « Consigner ou fabriquer la légende d’Alexandre le Grand ? Arrien face à la tradition dans l’Anabase », Archimède. Archéologie et histoire ancienne, no 8,‎ 2021, p. 105-116 (lire en ligne)
- Thomas Schmidt, « Enjeux littéraires et historiques du portrait d’Alexandre : les barbares dans l’Anabase d’Arrien », Dialogues d'histoire ancienne, vol. Supplément n°4-2 « Jeux et enjeux de la mise en forme de l'histoire. Recherches sur le genre historique en Grèce et à Rome »,‎ 2010, p. 383-399 (lire en ligne)
- Pierre Vidal-Naquet, « Flavius Arrien entre deux mondes », dans Arrien, Histoire d'Alexandre. L'Anabase d'Alexandre le Grand, Paris, Éditions de Minuit, 1984, p. 311-394.